# Rue Guynemer (Issy-les-Moulineaux)
Pour les articles homonymes, voir Rue Guynemer.
La rue Guynemer est un axe important d'Issy-les-Moulineaux, menant à Paris.

## Situation et accès
Cette rue est accessible par la ligne 2 du tramway d'Île-de-France.
Elle menait dans les années 1930 au champ de manœuvres d'Issy-les-Moulineaux, et n'a rejoint Paris qu'ultérieurement.
Elle présente une bifurcation empruntée par la rue Jeanne-d'Arc, qui suit son tracé historique.
De nombreuses entreprises y ont installé leurs bureaux, profitant de la proximité avec Paris.

## Origine du nom
Cette rue rend hommage au pilote de guerre français Georges Guynemer (1894-1917), mort au combat à l'âge de 23 ans. La plupart des grandes villes françaises baptiseront également une rue en l'honneur de l'aviateur peu après sa mort.

## Historique
Au XVIIIe siècle, il s'agissait d’un chemin entre la plaine d’Issy et la limite des belles propriétés installées le long de la route entre Vaugirard et Issy, aujourd'hui la rue Ernest-Renan.
Elle s'appela tout d'abord rue du Vivier, en raison d’une pièce d’eau où s'ébattaient des poissons réservés à un usage alimentaire. Elle prit ensuite le nom de rue Jean-Jacques-Rousseau.
Cette voie figure parmi les clichés de la série photographique 6 mètres avant Paris réalisée en 1971 par Eustachy Kossakowski, œuvre qui représente les cent-cinquante-neuf voies pénétrantes dans la capitale.
Elle fait l'objet d'une requalification complète dans les années 2010,.

## Bâtiments remarquables et lieux de mémoire
- Hôpital Corentin-Celton, construit sur l'emplacement d'une ancienne maison de retraite appelée les Petits-Ménages, dont il reste quelques bâtiments[9].
- Issy Cœur de Ville.